# Palazzo Amoretti
Il palazzo Amoretti è un edificio storico di Portici, sito in via Amoretti, ed appartenente al novero delle ville vesuviane del Miglio d'oro.

## Storia
L'area dove l'edificio sorge è stata di proprietà della famiglia Amoretti, ed in particolare del barone Francesco Antonio, fin dal 1701. Il legame della zona con la famiglia è testimoniato dal fatto che anche nella celebre Mappa del Duca di Noja essa era identificata come "luogo Amoretti".
L'origine del palazzo va fatta risalire al canonico Giovanni Vincenzo Amoretti, figlio di Francesco Antonio, e custode della cimelioteca del duomo di Napoli. L'area dove l'edificio sarebbe sorto era caratterizzata dalla presenza di lastre di lava solidificata e di vegetazione selvatica, e dovette essere quindi bonificata. Dopo tale intervento, si diede luogo alla costruzione di una serie di casali agricoli, collegati da diverse strade di nuova costruzione, i quali servirono da centro di piantumazione e gestione di vigneti.
Il palazzo fu realizzato nel 1744 ad opera dell'architetto Giovanni del Gaizo. L'edificio divenne il centro focale della zona, inserendosi a pieno titolo tra le dimore scelte dai numerosi viaggiatori stranieri che si recavano al Palazzo Reale di Portici e a villa d'Elboeuf per visitare le collezioni di reperti provenienti dagli scavi di Ercolano e di Pompei. In questo contesto si colloca la presenza nel palazzo dell'imperatore d'Austria Giuseppe II, il quale vi dimorò nel 1769 per quindici giorni, nell'ambito di una visita alla sorella Maria Carolina, sposa di Ferdinando IV delle Due Sicilie. L'amenità e le nobili frequentazioni dei luoghi sono inoltre testimoniate dalla presenza nella stessa strada delle settecentesche villa de Riso e villa Carrelli, nonché della villa dei Duchi di Vergara di Craco, luogo di morte dell'eminente fisico Macedonio Melloni, fondatore dell'Osservatorio vesuviano.
Alla morte di Giovanni Vincenzo Amoretti, avvenuta nel 1764, il palazzo divenne proprietà del fratello, e quindi, in mancanza di eredi, passò alla Congregazione delle Conferenze Spirituali di Napoli, che si servì delle sue rendite per Opere Pie. L'edificio divenne successivamente proprietà del cardinale Gustav Adolf von Hohenlohe-Schillingsfürst, prima di essere destinato in tempi più recenti a edificio scolastico. Palazzo Amoretti è attualmente di proprietà del Comune di Portici, ed è stato recentemente restaurato.

## Architettura

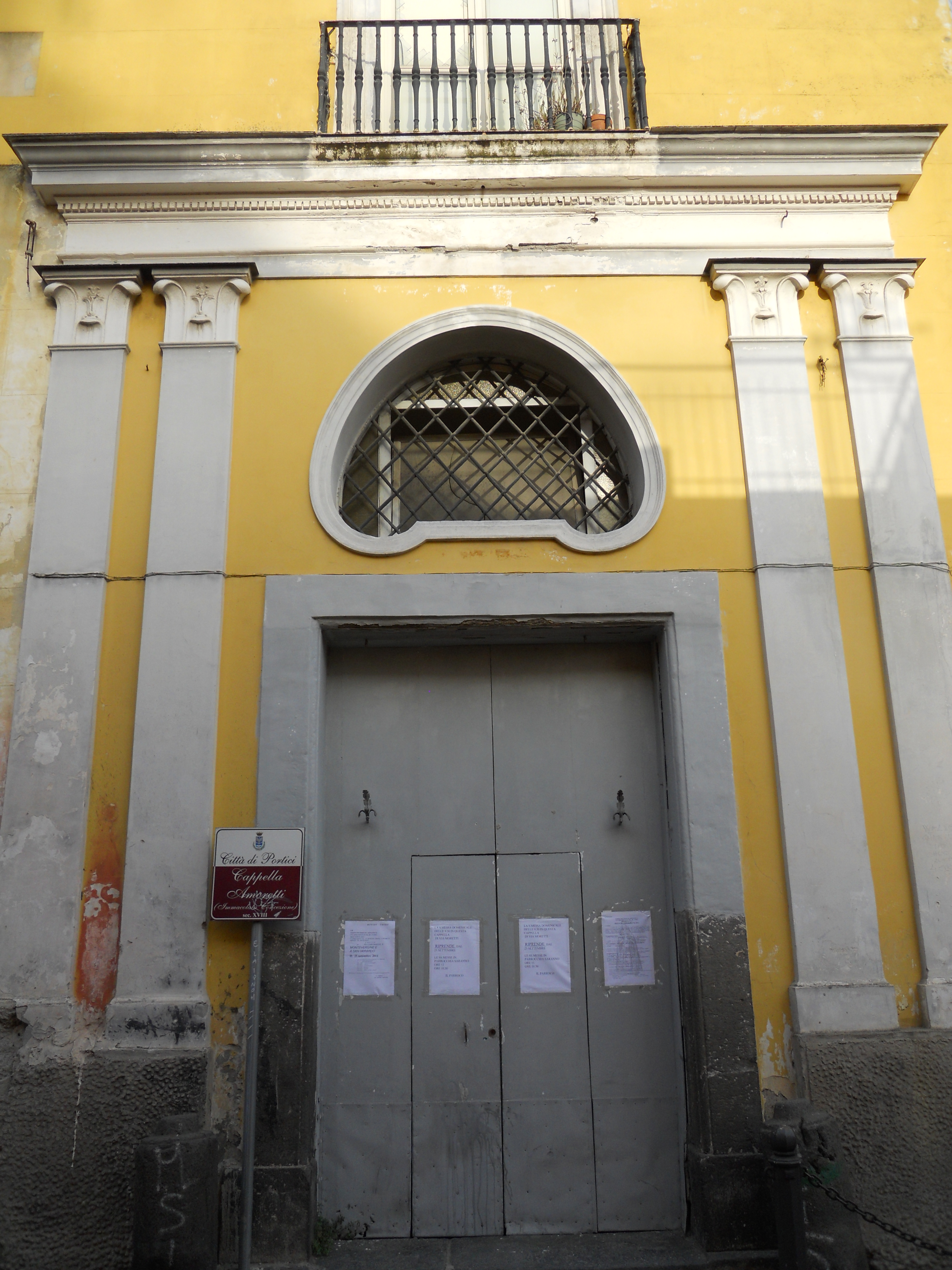
La cappella dell'Immacolata Concezione

L'edificio si sviluppa attorno a due cortili, ed è caratterizzato da una facciata decorata sobriamente a stucco in modo da mettere in risalto la parte centrale e il portale d'ingresso. Sono presenti due edicole votive, rispettivamente dedicate a San Nicola e alla Madonna Immacolata, nonché una cappella dedicata alla Concezione.
Il Nocerino riporta in particolare che la cappella sia stata costruita nel 1750, e che in origine avesse tre altari di cui però si è persa traccia. Del pari non vi è attualmente alcuna traccia della "sontuosissima farmacia" citata dalla grande lapide presente sulla facciata del palazzo. Quest'ultima, di valore celebrativo nei confronti di Giovanni Vincenzo Amoretti, elenca i vari interventi effettuati nella zona, che ne valsero la trasformazione da luogo selvatico ed inospitale ad una delle contrade più rinomate del Regno delle Due Sicilie.
Il palazzo ha subito nel corso del tempo numerosi rimaneggiamenti in risposta ai vari cambiamenti d'uso, che ne hanno in parte cancellata l'originaria configurazione. Resta però visibile lo scalone d'onore, anch'esso decorato a stucco, la cui funzione era quella di consentire l'accesso al piano nobile. Dall'altra parte della strada dove sorge il palazzo è tuttora visibile il corpo rustico, anticamente destinato all'alloggio dei contadini al servizio del canonico.

## Lapide commemorativa

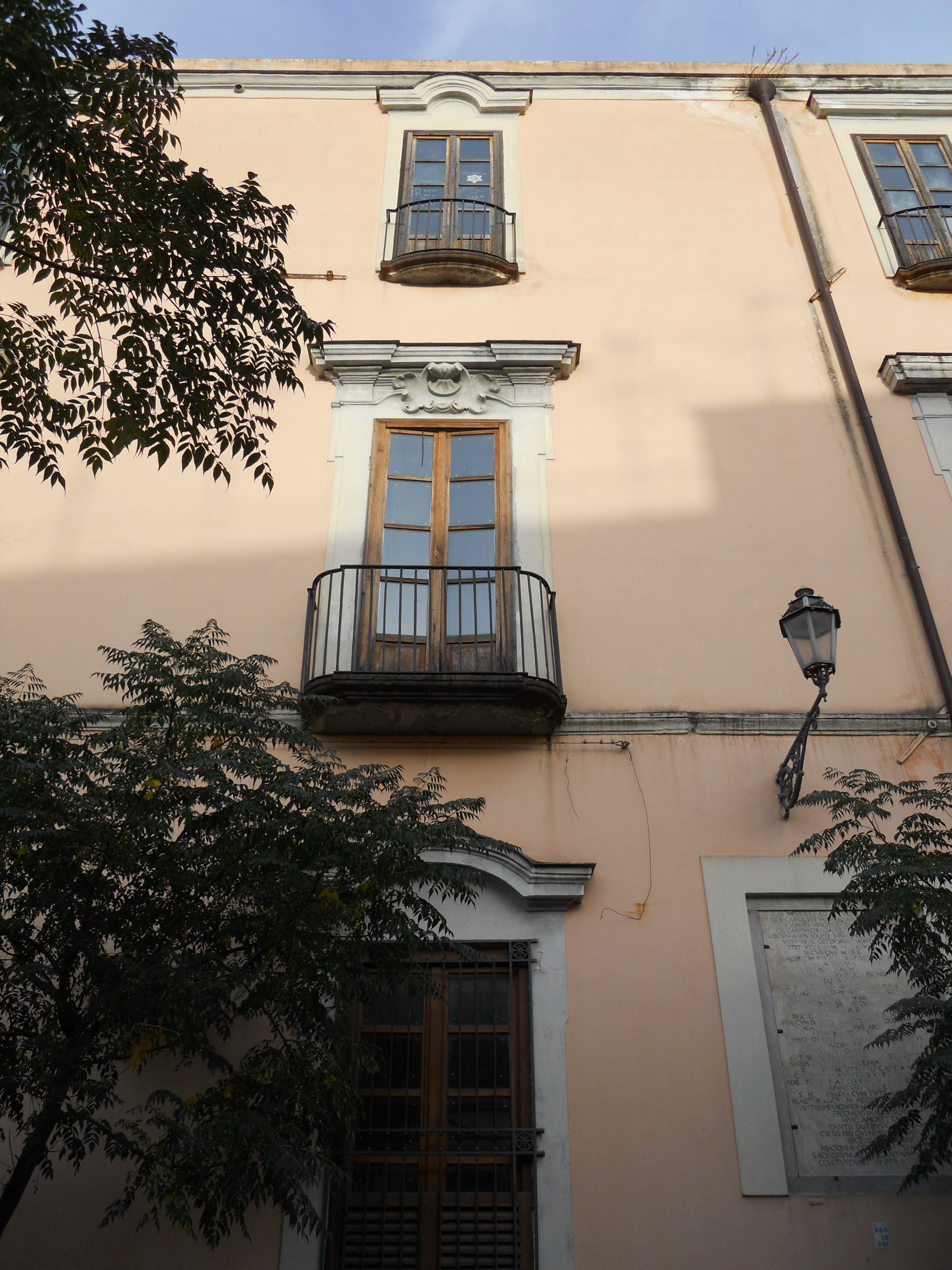
Facciata - sulla destra la lapide commemorativa delle opere di Giovanni Vincenzo Amoretti

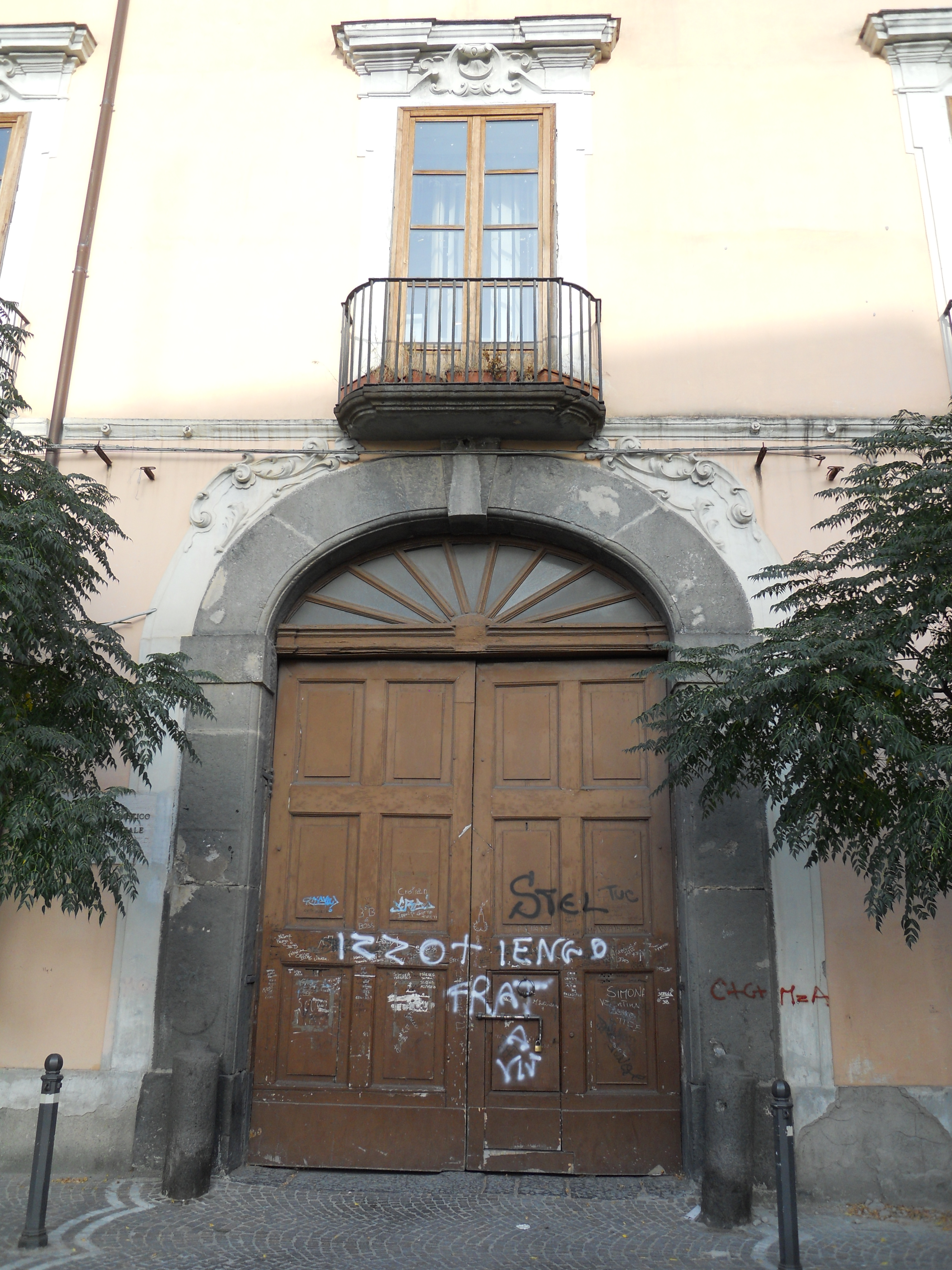
Il portale d'ingresso, purtroppo sfregiato da graffiti

Come accennato, sulla facciata del palazzo è visibile un'ampia lapide marmorea, che celebra le opere del canonico Giovanni Vincenzo Amoretti. Si riporta di seguito il testo:
PENES CAROLVM HISPANIARVM INFANTEM

IOANNES VINCENTIVS AMORETTVS

EX CANONICIS NEAPOLITANIS CIMELIARCHA

LOCVM AERIS SOLISQVE PVRITATE SALVBERRIMVM

VESVVII AC CETERORVM MONTIVM

TOT VICINARVM VILLARVM

SECVRIQVE MARIS

HIC PRAESERTIM FESTIVA NEAPOLITANAE VRBIS FACIE

ORNATISSIMVM

IMPENSIS MAXIMIS

SIBI AD PVBLICA COMMODE PRONO

ADQVISIVIT

EXCISIS VNDEQVAQVE VESVVINIS PRAEGRANDIBVS SAXIS

MVLTAQVE LAPIDVM REIECTA CONGERIE

RECTVM TERNARVM VIARVM ITER

CONTRA TORTVOSA QVAEQVE AC CONFRAGOSA

CVRRIBVS APERVIT

IN EIVSQVE HAS AMPLISSIMAS DOMOS

SVIS CVM DIAETIS CCENATIONIBVS DORMITORIIS

CAVAEDIIS HILARISQVE AREIS

PATENTIBVS FENESTRIS

FAVONIOS EXCIPIENTIBVS AC REMITTENTIBVS

AEDIFICAVIT

PRO LVBENTI HOSPITVM AVT VNA

AVT SEORSVM VERSANDI VOLVPTATE DISTINCTAS

VMBROSIS TENERISQVE VINEIS HORTISQVE ADIACENTIBVS

ET LICET HAC AMOENITAS DEFICIATVR AQVA SALIENT

SINCERISSIMI HVMORIS PVTEOS SIVE FONTES PARAVIT

ADIECITQVE VITAE COMMODIS PROVIDENTISSIMVS

OMNE GENVS TABERNAS

ET SVMPTVOSISSIMA CVM TVTELA PHARMACOPOLIVM

PRAETER SACRAM AEDEM OPERIS CVLTORIS

AVGVSTISSIMI SACRIFICII SACRARVMQVE CONCIONVM

FREQVENTIA NOBILISSIMAM

HVIC AMORETTANO

TANTIS DOTIBVS COMMENDANDO

CVIVS NISI QVI NIMIVM VRBANVS EST

SECESSVM NON AMET

MAXIMA COMMENDATIO ACCEDET

SI BONORVM AC ELEGANTIVM VIRORVM

CONTVBERNIO SEMPER NITEAT»
Carlo Infante di Spagna

Giovanni Vincenzo Amoretti

già supervisore dei cimeli del Duomo di Napoli,

essendo votato al pubblico bene,

acquisì con grandi spese un luogo saluberrimo per la purezza dell'aria e del sole,

per il Vesuvio e gli altri monti

per le tante ville vicine

per il mare sicuro

e soprattutto bellissimo per la festosa vista della città di Napoli.

Rimosse dovunque grandissime rocce del Vesuvio

e un miscuglio di pietre eruttive;

aprì tre vie diritte per i carri

al posto di quella esistente, tortuosa e sdrucciolevole,

E qui non solo edificò questa sua grandissima dimora,

con sale da pranzo, stanze da letto,

grandi finestre

da cui entrano ed escono gli zefiri

per il diletto degli ospiti;

ma, per la voglia di migliorare,

piantò anche vigneti ombrosi ed ameni, ed orti adiacenti.

E dato che tanta bellezza mancava di acqua corrente,

costruì pozzi e fonti d'acqua buonissima.

Essendo poi provvidentissimo rispetto alle necessità della vita,

costruì con cura ogni genere di negozio ed una sontuosissima farmacia;

oltre alla cappella per le opere di culto,

nobilissima per la frequenza del sacrificio più alto

e di sermoni sacri.

Questo Amoretti, già lodevole per le tante doti,

poiché è troppo a modo,

non ama stare isolato;

e merita il più alto riconoscimento,

giacché l'amicizia degli uomini buoni ed eleganti

sempre risplende»